# Black List
Black List és el segon àlbum de les dues recopilacions de L.A. Guns amb el tercer cantant de la història del grup, Paul Black.

## Cançons
1. Stranded In L.A.
2. L.A.P.D.
3. Show No Mercy
4. One More Reason To Die
5. Looking Over My Shoulder
6. Love & Hate
7. Wired And Wide Awake
8. One Way Ticket To Love
9. Name Your Poison
10. Liquid Diamonds
11. Love Is A Crime
12. Winter's Fool
13. Everything I Do
14. A Word To The Wise Guy
15. Roll The Dice
16. Black City Breakdown
17. The Devil In You (retocat per Black Cherry)

## Formació
- Paul Black: Veus
- Tracii Guns: Guitarra
- Robert Stoddard: Guitarra
- Mick Cripps: Baix
- Nickey "Beat" Alexander: Bateria